# ادا بادینگ
 ادا بادینگ (انگلیسی: Edda Buding؛ زادهٔ ۱۳ نوامبر ۱۹۳۶ – درگذشته ۱۵ ژوئیه ۲۰۱۴) یک تنیس‌باز اهل آلمان غربی بود.